# Tiras

Tiras y otras colonias griegas a lo largo de la costa norte del mar Negro en el siglo V a. C.

Tiras (en griego antiguo: Τύρας) fue una colonia griega de Mileto, probablemente fundada sobre el 600 a. C., situada a unos 10 km de la desembocadura del río Tiras (Dniéster). Posteriormente formó parte del Imperio romano. Sus ruinas se encuentran en la actual Ucrania.
Heródoto empleó el gentilicio «tiritas» para referirse a los habitantes de Tiras cuando era provincia griega.

## Historia

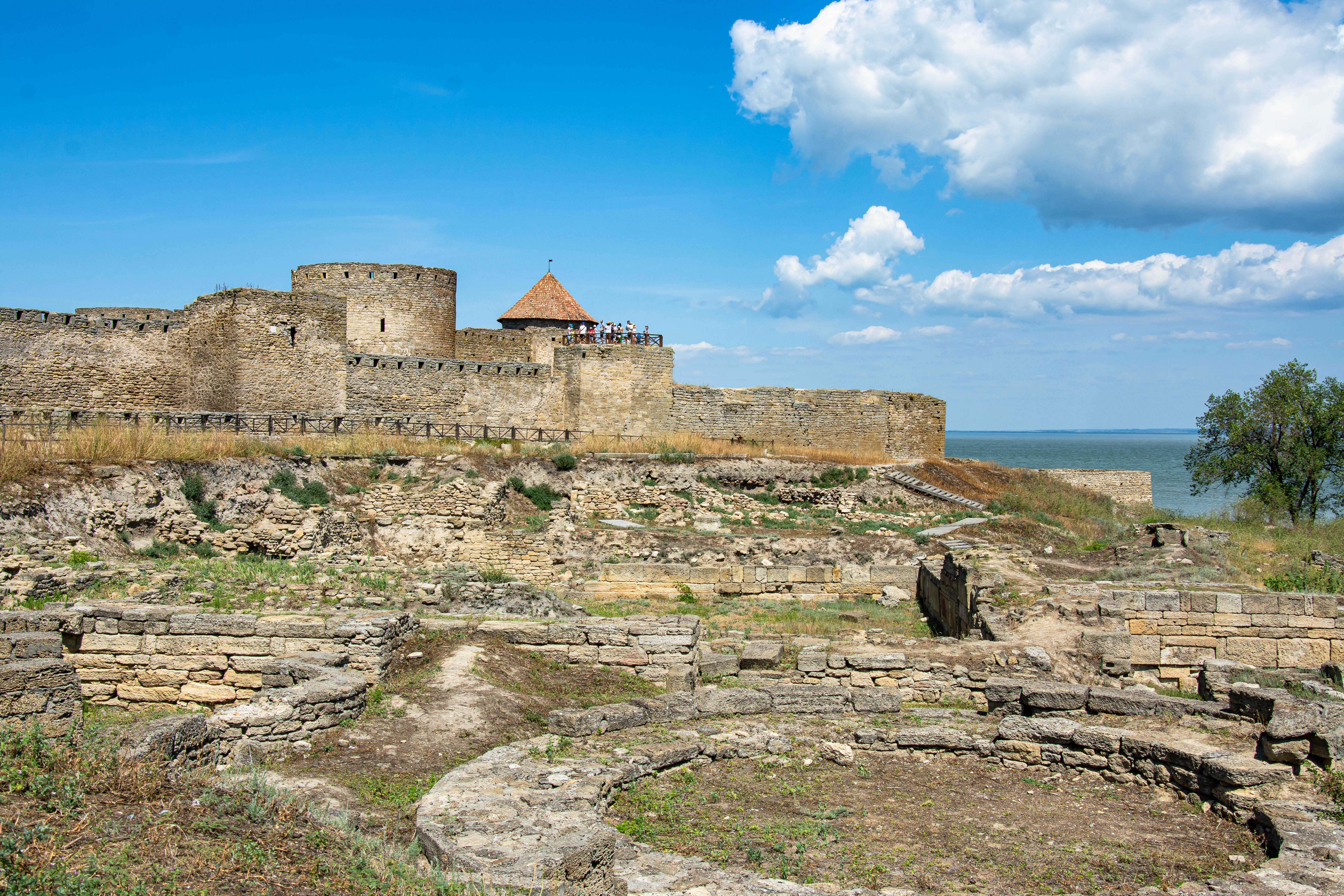
Algunos restos de la antigua Tiras.

Conocida hoy como Bélgorod del Dniéster, en el más remoto pasado conocido la población se llamaba Ofiusa (en griego antiguo: Οφιούσα).
De no gran importancia en los primeros tiempos griegos, en el siglo II a. C. cayó bajo el dominio de los reyes nativos, cuyos nombres aparecen en sus monedas. Tyras fue destruida por los getas alrededor del 50 a. C.
En el 56 AD fue restaurada por los romanos y desde entonces formó parte de la provincia de la Baja Mesia. El emperador Nerón quiso que en su puerto estuviera basada una parte de la flota naval romana en el mar Negro. 
Existe una serie de sus monedas con cabezas de emperadores, desde Domiciano a Alejandro Severo. Los etruscos en la antigüedad se conocían como tyrsenoi.
Fue destruida por los godos en el siglo IV y nunca fue reconstruida. 
Su gobierno estuvo en las manos de cinco arcontes, un senado, una asamblea popular y un secretario general. Los tipos de sus monedas sugieren un comercio de trigo, vino y pescado. Las pocas inscripciones halladas conciernen sobre todo a dicho comercio. 
Sus restos descubiertos son mínimos, como su sitio que ha sido cubierto por la gran fortaleza medieval de Monocastro o Akkerman.